# Lukman Džabrajilov
Lukman (Luqman) Džabrajilov (rusky Лукман Жабраилов) nebo (německy Lukman Dshabrailow), (rumunsky Gusman Jabrailov), (27. dubna 1962 v Chasavjurtu, Dagestán, Sovětský svaz) je bývalý sovětský a ruský zápasník – volnostylař dagestáské (čečenské) národnosti, který v letech 1994 až 1996 reprezentoval Moldavsko. Volnému stylu se věnoval od 14 let společně se svými bratry Ruslanem a Elmahdim. Připravoval se v policejním sportovním klubu Dinamo v Machačkele a poprvé na sebe výrazně upozornil v roce 1983 na sovětském mistrovství. V roce 1984 sovětské mistrovství vyhrál a dostal příležitost startu na mistrovství Evropy v Jönköpingu. Svým výkonem za třetí místo však reprezentační trenéry nezaujal a pozici tehdejší sovětské jedničky ve střední váze Vladimera Modosijaniho neohrozil. V roce 1989 se na scéně objevil jeho mladší bratr Elmahdi, kterému pomáhal v budovaní pozic v sovětské reprezentaci. V roce 1991 Sovětský svaz přestal existovat a v roce 1993 využil nabídky startu za Moldavsko. V roce 1994 byl v 32 letech v životní formě a nečekaně získal titul mistra světa. V roce 1996 se s bratrem, který reprezentoval Kazachstán připravoval na olympijské hry v Atlantě. Ve druhém kole olympijského turnaje se s ním střetnul a po divokém výsledku prohrál. V opravách nakonec vybojoval 9. místo. Následně ukončil sportovní kariéru.